# バオ・タン
バオ・タン（ベトナム語：Bảo Thắng、1943年9月30日 - 2017年3月15日）は、大南阮朝の宗家の阮氏の当主を継いだ旧皇族。グエン・フク・バオ・タン（チュハン：阮福 保陞、クオック・グー：Nguyễn Phúc Bảo Thắng）とも。

## 生涯
保大18年9月2日（1943年9月30日）、最後の皇帝保大帝（バオ・ダイ）と南芳皇后（ナム・フォン皇后）の次男として、ダラットで生まれた。1947年、ナム・フォン皇后及び兄弟と共にベトナムを離れて渡仏した。パリ郊外のヴェルヌイユ＝シュル＝セーヌにあるノートルダム・レゾワゾー、及びダラットのダドラン大学（College d'Adran）に通った。
兄のバオ・ロンが子供を持たなかったため、その死後、阮氏当主の座を継いだ。
2017年にパリで死去。バオ・タン自身も未婚であったため、阮氏当主の地位は庶弟のバオ・アンが継承した。